# Бісмутові рудопрояви Середнього Побужжя
Бісмутові рудопрояви Середнього Побужжя — чотири рудопрояви бісмуту в кристалічних породах, які виступають, головним чином, як супровідна бісмутинова мінералізація на комплексних золоторудних об'єктах. 

## Опис
Самородно бісмутова та бісмутинова мінералізація в асоціації з сульфідами заліза, свинцю, арсену спостерігається в золоторудних тілах Савранського, Чемерпільського, Шамраївського та Голованівського проявів. На останніх двох, крім золота, виявлено уранову мінералізацію. Зруденіння контролюється тектонічно-послабленими зонами з ознаками лужно-кремнистого метасоматозу (альбітизація, окварцювання, серицитизація) та просторово і парагенетично пов'язане з жильними тілами лейкократових апліто-пегматоїдних гранітів. Граніти, як правило, несуть ознаки метасоматичного перетворення і часто є силіманіт-, гранат-, кордієрит- та турмалінвмісними. Вміст вісмуту в золотоносних породах коливається від 0,01 до 0,45 %.
Геохімічні пошуки безпосередньо на вісмутове зруденіння проведено лише на Голованівському рудопрояві (ІІ-2-18), де рудна мінералізація виявлена в жильних тілах лейкократових силіманіт-гранатових з кордієритом гранітах (лужні метасоматити по гранат-біотитових гнейсах). Просторово розташоване в крилі Голованівської синформної складки. Рудні інтервали потужністю від 0,4 до 2,0 м містять вкрапленість самородного вісмуту, вісмутину, уранініту, ураноторіту, оранжиту, молібденіту і характеризуються вмістом вісмуту на рівні 0,01—0,13 %, урану до 0,02 % та аномаліями Au, Ag, Mo, Pb, Cu. Вісмут-уранова мінералізація прояву дещо роз'єднана просторово з золоторудними тілами, проте останні характеризуються аномальними концентраціями вісмуту. По прояву підраховані прогнозні ресурси категорії P3. Рудну формацію не з'ясовано, генетичний тип зруденіння — гідротермальний, можливо — метасоматично–гідротермальний.